# Daniel Carriço
Daniel Filipe Martins Carriço (Cascais, 4 agosto 1988) è un ex calciatore portoghese, di ruolo difensore o centrocampista.

## Caratteristiche tecniche
Gioca prevalentemente come difensore centrale, ma grazie alla sua duttilità può essere impiegato come mediano, predilige il contrasto di gioco essendo un buon interditore, abile in marcatura difensiva e nel gioco aereo sulle palle inattive.

## Carriera

### Club
È cresciuto calcisticamente nel settore giovanile dello Sporting Lisbona, per poi trasferirsi nella stagione 2007-2008 sei mesi in prestito al Olhanense, militando in Segunda Liga portoghese. Passa poi nel gennaio successivo, altri sei mesi sempre in prestito all'AEL Limassol, concludendo la stagione con la società cipriota. Ritornato allo Sporting trova negli anni un posto da titolare, in cinque stagioni, colleziona globalmente in tutte le competizioni con i verdebianchi, 153 presenze andando a segno 5 volte.
Nel gennaio 2013 si trasferisce in Premier League per la cifra di 750.000 euro al Reading, dove firma un contratto della durata di due anni e mezzo. Tuttavia il 12 gennaio 2013 fa il suo esordio in campionato con la maglia dei Royals nella partita interna vinta per 3-2 contro il West Bromwich Albion. Con il Reading racimola solamente in sei mesi di militanza tre partite senza mai segnare.
Nell'estate 2013 viene acquistato dal Siviglia, con la quale vince per 3 anni consecutivi l'Europa League.
Il 23 aprile 2015 è diventato il primatista di presenze in Europa League, raggiungendo le 45 apparizioni. Nel settembre 2017 prolunga il suo contratto con il club andaluso fino al giugno 2020. Il 20 febbraio 2020 lascia la società andalusa dopo quasi sette anni, raccogliendo globalmente tra tutte le competizioni 167 presenze segnando 7 reti, per trasferirsi ai cinesi del Wuhan Zall club della Superliga Cinese.

### Nazionale
Compie tutta la trafila delle nazionali giovanili lusitane. Il 16 giugno 2015 ha esordito nella nazionale maggiore, in un'amichevole disputata contro l'Italia subentrando al minuto 59º al posto di Bruno Alves. Nell'agosto 2019, dopo oltre quattro anni, fa ritorno in nazionale, venendo convocato dal CT. Fernando Santos, per le sfide di settembre, contro Serbia e Lituania, valide alle qualificazioni al campionato d'Europa 2020.

## Statistiche

### Presenze e reti nei club
Statistiche aggiornate al 7 agosto 2020.
| Stagione           | Squadra            | Campionato         | Campionato | Campionato | Coppe nazionali | Coppe nazionali | Coppe nazionali | Coppe continentali | Coppe continentali | Coppe continentali | Altre coppe | Altre coppe | Altre coppe | Totale | Totale |
| Stagione           | Squadra            | Comp               | Pres       | Reti       | Comp            | Pres            | Reti            | Comp               | Pres               | Reti               | Comp        | Pres        | Reti        | Pres   | Reti   |
| ------------------ | ------------------ | ------------------ | ---------- | ---------- | --------------- | --------------- | --------------- | ------------------ | ------------------ | ------------------ | ----------- | ----------- | ----------- | ------ | ------ |
| 2007-gen. 2008     | Olhanense          | SL                 | 8          | 0          | CP+CdL          | 0+0             | 0               | -                  | -                  | -                  | -           | -           | -           | 8      | 0      |
| gen.-giu. 2008     | AEL Limassol       | Div. A             | 14         | 0          | CC              | 0               | 0               | -                  | -                  | -                  | -           | -           | -           | 14     | 0      |
| 2008-2009          | Sporting CP        | PL                 | 22         | 0          | CP+CdL          | 0+4             | 0               | UCL                | 2                  | 0                  | SP          | 0           | 0           | 28     | 0      |
| 2009-2010          | Sporting CP        | PL                 | 25         | 1          | CP+CdL          | 3+4             | 1+0             | UCL+UEL            | 4+8                | 0                  | -           | -           | -           | 44     | 2      |
| 2010-2011          | Sporting CP        | PL                 | 24         | 0          | CP+CdL          | 3+3             | 0               | UEL                | 9                  | 1                  | -           | -           | -           | 39     | 1      |
| 2011-2012          | Sporting CP        | PL                 | 19         | 1          | CP+CdL          | 5+2             | 0               | UEL                | 13                 | 1                  | -           | -           | -           | 39     | 2      |
| 2012-gen. 2013     | Sporting CP        | PL                 | 1          | 0          | CP+CdL          | 0+0             | 0               | UEL                | 2                  | 0                  | -           | -           | -           | 3      | 0      |
| Totale Sporting CP | Totale Sporting CP | Totale Sporting CP | 91         | 2          |                 | 24              | 1               |                    | 38                 | 2                  |             | 0           | 0           | 153    | 5      |
| gen.-giu. 2013     | Reading            | PL                 | 3          | 0          | FACup+CdL       | 0+0             | 0               | -                  | -                  | -                  | -           | -           | -           | 3      | 0      |
| 2013-2014          | Siviglia           | PD                 | 22         | 2          | CR              | 0               | 0               | UEL                | 9                  | 1                  | -           | -           | -           | 31     | 3      |
| 2014-2015          | Siviglia           | PD                 | 28         | 1          | CR              | 2               | 0               | UEL                | 14                 | 1                  | SU          | 1           | 0           | 45     | 2      |
| 2015-2016          | Siviglia           | PD                 | 14         | 1          | CR              | 5               | 0               | UCL+UEL            | 0+6                | 0                  | SU          | 0           | 0           | 25     | 1      |
| 2016-2017          | Siviglia           | PD                 | 6          | 0          | CR              | 1               | 0               | UCL                | 2                  | 0                  | SU          | 1           | 0           | 10     | 0      |
| 2017-2018          | Siviglia           | PD                 | 6          | 0          | CR              | 0               | 0               | UCL                | 0                  | 0                  | -           | -           | -           | 6      | 0      |
| 2018-2019          | Siviglia           | PD                 | 24         | 1          | CR              | 3               | 0               | UEL                | 11                 | 3                  | SS          | 0           | 0           | 38     | 1      |
| 2019-gen. 2020     | Siviglia           | PD                 | 11         | 0          | CR              | 0               | 0               | UEL                | 1                  | 0                  | -           | -           | -           | 12     | 0      |
| Totale Siviglia    | Totale Siviglia    | Totale Siviglia    | 111        | 5          |                 | 11              | 0               |                    | 43                 | 2                  |             | 2           | 0           | 167    | 7      |
| lug.-dic. 2020     | Wuhan Zall         | CSL                | 13         | 1          | CC              | 0               | 0               | -                  | -                  | -                  | -           | -           | -           | 13     | 1      |
| 2021               | Wuhan Zall         | CSL                | 9          | 1          | CC              | 0               | 0               | -                  | -                  | -                  | -           | -           | -           | 9      | 1      |
| Totale Wuhan Zall  | Totale Wuhan Zall  | Totale Wuhan Zall  | 22         | 2          |                 | 0               | 0               |                    | -                  | -                  |             | -           | -           | 22     | 2      |
| 2021-2022          | Almería            | SD                 | 6          | 0          | CR              | 0               | 0               | -                  | -                  | -                  | -           | -           | -           | 6      | 0      |
| Totale carriera    | Totale carriera    | Totale carriera    | 255        | 9          |                 | 35              | 1               |                    | 81                 | 4                  |             | 2           | 0           | 373    | 14     |

### Cronologia presenze e reti in nazionale
| Cronologia completa delle presenze e delle reti in nazionale ― Portogallo | Cronologia completa delle presenze e delle reti in nazionale ― Portogallo | Cronologia completa delle presenze e delle reti in nazionale ― Portogallo | Cronologia completa delle presenze e delle reti in nazionale ― Portogallo | Cronologia completa delle presenze e delle reti in nazionale ― Portogallo | Cronologia completa delle presenze e delle reti in nazionale ― Portogallo | Cronologia completa delle presenze e delle reti in nazionale ― Portogallo | Cronologia completa delle presenze e delle reti in nazionale ― Portogallo |
| Data                                                                      | Città                                                                     | In casa                                                                   | Risultato                                                                 | Ospiti                                                                    | Competizione                                                              | Reti                                                                      | Note                                                                      |
| ------------------------------------------------------------------------- | ------------------------------------------------------------------------- | ------------------------------------------------------------------------- | ------------------------------------------------------------------------- | ------------------------------------------------------------------------- | ------------------------------------------------------------------------- | ------------------------------------------------------------------------- | ------------------------------------------------------------------------- |
| 16-6-2015                                                                 | Ginevra                                                                   | Italia                                                                    | 0 – 1                                                                     | Portogallo                                                                | Amichevole                                                                | -                                                                         | 59’                                                                       |
| Totale                                                                    |                                                                           | Presenze                                                                  | 1                                                                         |                                                                           | Reti                                                                      | 0                                                                         |                                                                           |

## Palmarès

### Club

#### Competizioni nazionali
- Supercoppa di Portogallo: 1

Sporting Lisbona: 2008
- Segunda División: 1

Almeria: 2021-2022

#### Competizioni internazionali
- UEFA Europa League: 3

Siviglia: 2013-2014, 2014-2015, 2015-2016